# 慶事
| ウィキペディアには「慶事」という見出しの百科事典記事はありません（タイトルに「慶事」を含むページの一覧/「慶事」で始まるページの一覧）。 代わりにウィクショナリーのページ「慶事」が役に立つかもしれません。 |